# Technical

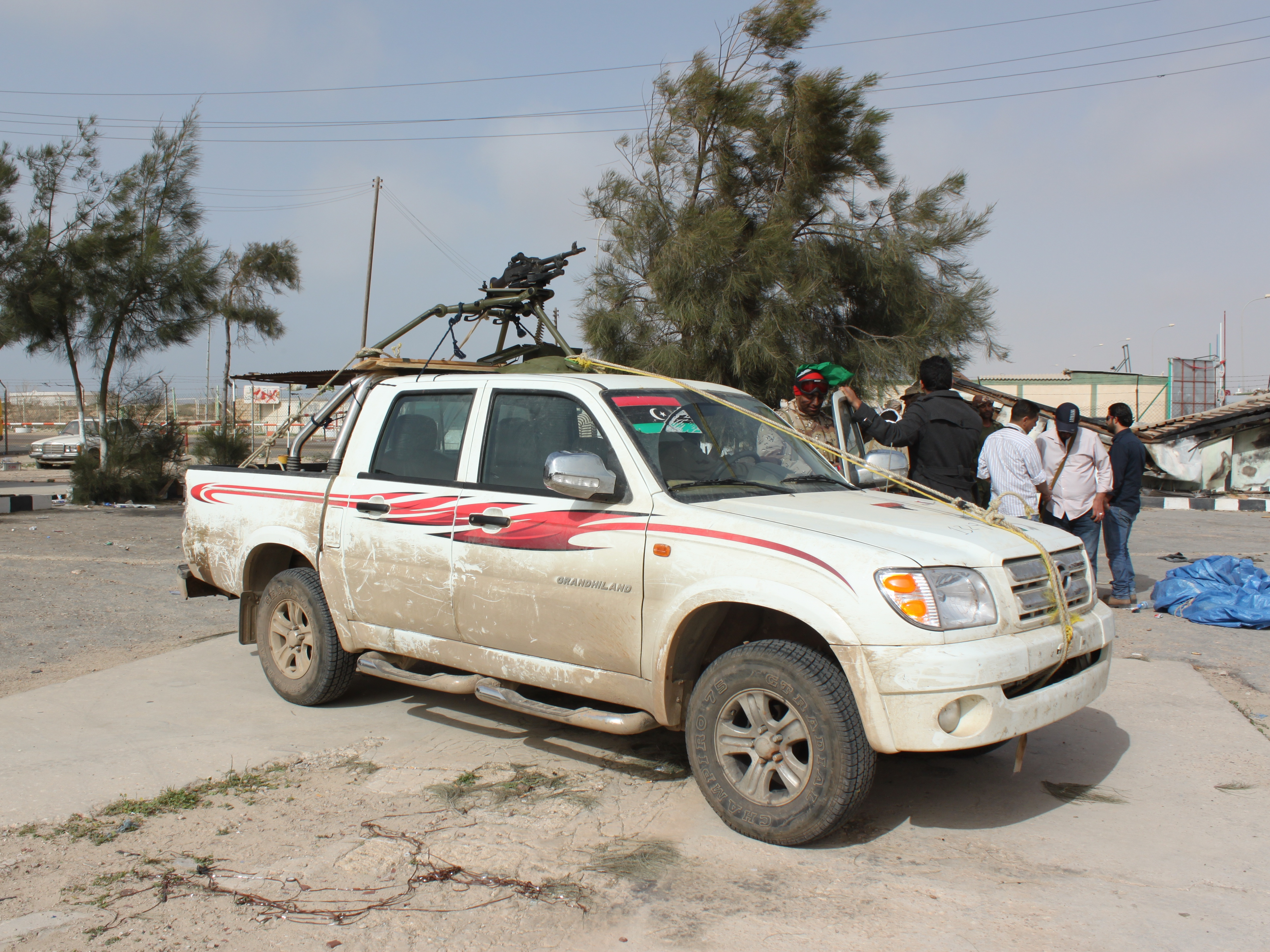
Pick-up marki Zxauto uzbrojony w karabin maszynowy nieopodal libijskiego miasta Marsa al-Burajka, 2011

Technical – improwizowany pojazd wojskowy, najczęściej cywilny samochód terenowy z nadwoziem pick-up, przystosowany do działań bojowych. Na pojazdach montowane są karabiny maszynowe, działa bezodrzutowe, działka przeciwlotnicze lub inne podobne uzbrojenie. Pojazdy te są powszechnie wykorzystywane w różnego rodzaju konfliktach zbrojnych w krajach trzeciego świata (głównie w Afryce i na Bliskim Wschodzie).
Nazwa technical pochodzi z języka angielskiego i pojawiła się, gdy organizacje humanitarne działające w Somalii w związku z somalijską wojną domową, zmuszone były płacić haracz członkom lokalnych grup zbrojnych w celu uniknięcia napaści z ich strony. Były to tzw. technical expenses (ang. „wydatki techniczne”).
Poza wojną domową w Somalii (od 1988) pojazdy brały udział w konfliktach: czadyjsko-libijskim (1978–1987; końcową fazę konfliktu, z powodu licznie wykorzystywanych przez Czadyjczyków pick-upów marki Toyota nazwano Toyota War), w Afganistanie (2001–2021), w Iraku (2003–2011), w Darfurze (2003–2009), czadyjsko-sudańskim (od 2005), w Libii (2011) oraz w Syrii (od 2011), a także w obronie Ukrainy (2022).